# Jeronimitski samostan
Jeronimitski samostan (portugalski: Mosteiro dos Jerónimos) je jeronimitski rimokatolički samostan četvrti Santa Maria de Belém u Lisabonu. On je jedan od najboljih primjera originalnog portugalskog kasnogotičkog manuelinskog stila. Zbog njegove umjetničke i povijesne važnosti, upisan je na UNESCO-ov popis mjesta svjetske baštine u Europi 1983. godine, zajedno s obližnjim tornjem Belém.

## Povijest
Samostan jeronimita je podignut na mjestu pustinje (svećenićke) Ermida do Restelo koju je osnovao Henrik Navigator oko 1450. godine. U toj pustinji je očajni Vasco da Gama proveo noć u molitvi prije putovanja za Indiju 1497. godine.
Postojeću građevinu dao je izgraditi Manuel I. Portugalski (1515. – 21.) kako bi obilježio uspješan povratak Vasca de Game iz Indije, te kao mauzolej vladarske obitelji Avis. No, uskoro je postala mjestom molitve svih moreplovaca koji su odlazili ili dolazili u luku. Izgradnja je započela 1502. godine i trajala je 50 godina. Korišten je lokalni zlaćani vapnenac pedra lioz, a financirana je porezom od 5% od trgovine začinima, osim papra, cimeta i klinčića jer su prihodi od ovih začina išli izravno kraljevskoj kući.
Arhitekt Diogo de Boitaca (vjerojatno otac novog manuelinskog stila) je na taj način dobio velika sredstva i započeo je tako veliku građevinu da su radnici morali napustili gradnju samostana Batalha i posvetiti se samo ovoj građevini. On je izgradio crkvu, sakristiju i refektorij, a ostalo je dovršio Španjolac João de Castilho, koji je preuzeo gradnju 1517. godine i dovršio je u španjolskom renesansnom pleterskom stilu. Izgradnja je obustavljena nakon kraljeve smrti 1521. godine, a nastavio ju je 1550. godine arhitekt Diogo de Torralva dodavanjem renesansne kapele, kora i dva kata samostanske kuće. Njegov rad nastavio je Jérôme de Rouen 1571. godine u klasičnom stilu, ali je obustavljen 1580. godine ujedinjenjem Portugala i Španjolske, nakon čega je španjolska povukla sva sredstva za izgradnju španjolskog dvora u El Escorialu.
Samostan je pretrpio manju štetu u velikom potresu 1755. godine, ali je počeo propadati nakon što su u Portugalu obustavljeni vjerski redovi 1833. godine. Pri obnovi u 19. stoljeću dodana je kupola na jugozapadnom tornju.
Dana 13. prosinca 2007. godine u samostanu je potpisan Lisabonski ugovor kojim je otpočeta reforma Europske unije.

## Odlike
Samostan je ukrašen mnogim izvanrednim skulpturama od kojih su najljepše one na južnom i zapadnom portalu, te u unutrašnjosti klaustra. Južni portal, ulaz u crkvu, je ukrašen dekoriranim visokim zabatom, nišama sa skulpturama i filijalama, a okrunjen je kanopusom na kojemu je križ Kristova reda, dok je timpan ispunjen prizorima iz života sv. Jeronima i skulpturom Henrika Moreplovca. Zapadni portal, ulaz u klaustar, je ukrašen skulpturama Manuela I. i njegove druge žene, Marije Aragonske, a iznad vrata su prizori: Navještenje, Rođenja Krista i Poklonstvo mudraca.
Klaustar ima površinu od 55 m² i dva kata, donji ukrašen vitkim stupovima i manuelinskim peristilom, te gornji u skromnijem pleterskom stilu.
Unutrašnjost crkve ima izvanredno bogat i raskošan glavni brod (arhitektura) s dekoriranim manuelinskim stupovima i lukovima. Na samom ulazu u crkvu su grobovi moreplovaca Vasca da Game i Luísa de Camõesa. Barokni transepti su mjesto kraljevskih grobnica, kao i kapela u kojoj je srebrni ciborija iz 17. stoljeća koji je Alfons VI. Portugalski podigao u spomen na pobjedu u bitci za Montes Claros (1665.) protiv španjolskog kraljevstva.
U samostanu se nalaze i Arheološki muzej, sa zbirkom koja prikazuje povijest Portugala od prapovijesti do rimskog doba, te Muzej pomorstva s izvanrednom zbirkom modela brodova iz različitih razdoblja.
- Južni portal
- Manuelinski interijer
- Oltar
- Kraljevske grobnice u glavnoj kapeli
- Peristil klaustra

### Sahranjeni u crkvi
| 1. Kraljević Antonio (rođen i preminuo 9. rujna 1516.) (sin Manuela I.) 2. Marija Aragonska, kraljica Portugala (29. lipnja 1482. do 7. ožujka 1517.) (druga supruga od Manuela I.) 3. Kraljević Carlos (18. veljače 1520. do 15. travnja 1521.) (sin Manuela I.) 4. Manuel I., kralj Portugala (31. svibnja 1469. do 13. prosinca 1521.) 5. Kraljević Alfonso (24. veljače 1526. – 12. travnja 1526.) (sin Ivana III.) 6. Najstarija kći Isabella (28. travnja 1520. do 23. srpnja 1530.) (kćer Ivana III.) 7. Najstarija kći Beatrice (15. veljače 1530. – 1. kolovoza 1530.) (kćer Ivana III.) 8. Kraljević Ferdinand, vojvoda Guarda (5. lipnja 1507. do 7. studenog 1534.) (sin Manuela I.) 9. Kraljević Manuel (1. studenog 1531. – 14. travnja 1537.) (sin Ivana III.) 10. Dinis kraljević (16. travnja 1535. – 1. siječnja 1539.) (sin Ivana III.) 11. Kraljević Felipe (25. ožujka 1533. do 29. travnja 1539.) (sin Ivana III.) 12. Kraljević Antonio (9. ožujka 1539. do 20 siječnja 1540.) (sin Ivana III.) 13. Kardinal Alfons, kraljević (23. travnja 1509. do 21. travnja 1540.) (sin Manuela I.) | 14. Kraljević Island, vojvoda Guimaresa (7. listopada 1515. do 20. rujna 1540.) (sin Manuela I.) 15. Ivan I. Portugalski (3. lipnja 1537. do 2. siječnja 1554.) (sin Ivana III., a otac Sebastijana I.) 16. Kraljević Louis, vojvoda od Beja (3. ožujka 1506. do 27. studenoga 1555.) (sin Manuela I.) 17. Ivan III. Portugalski, kralj Portugala (6. lipnja 1502. do 11. lipnja 1557.) (sin Manuela I.) 18. Ivana Španjolska (24. lipnja 1535. do 7. rujna 1573.) (supruga princa Ivana III.) 19. Katarina Kastiljska, kraljica Portugala (14. siječnja 1507. do 12. veljače 1578.) (supruga Ivana III.) 20. Sebastijan I., kralj Portugala (20. siječnja 1554. do 4. kolovoza 1578.) (sin princa Ivana III.) (prazan grob) 21. Henrik I., kardinal tada kralj Portugala (31. siječnja 1512. do 31. siječnja 1580.) (sin Manuela I.) 22. Alfons VI. Portugalski, (21. kolovoz 1643. do 12. rujna 1683.) (sin Ivana IV.) 23. Katarina Braganza, kraljica Engleske i Škotske (25. studenog 1638. do 31. prosinca 1705.) (kćer Ivana IV.) |

## Vanjske poveznice
- Službena stranica samostana  Arhivirana inačica izvorne stranice od 1. srpnja 2010. (Wayback Machine) (port.)
- Mosteiro dos Jeronimos, Belem Jeronimitski samostan(engl.)
- Stranice portugalske vlade  Arhivirana inačica izvorne stranice od 7. studenoga 2010. (Wayback Machine) (port.)
- Fotografije Hijeronimitskog samostana (engl.)